# Monumento all'Indiano

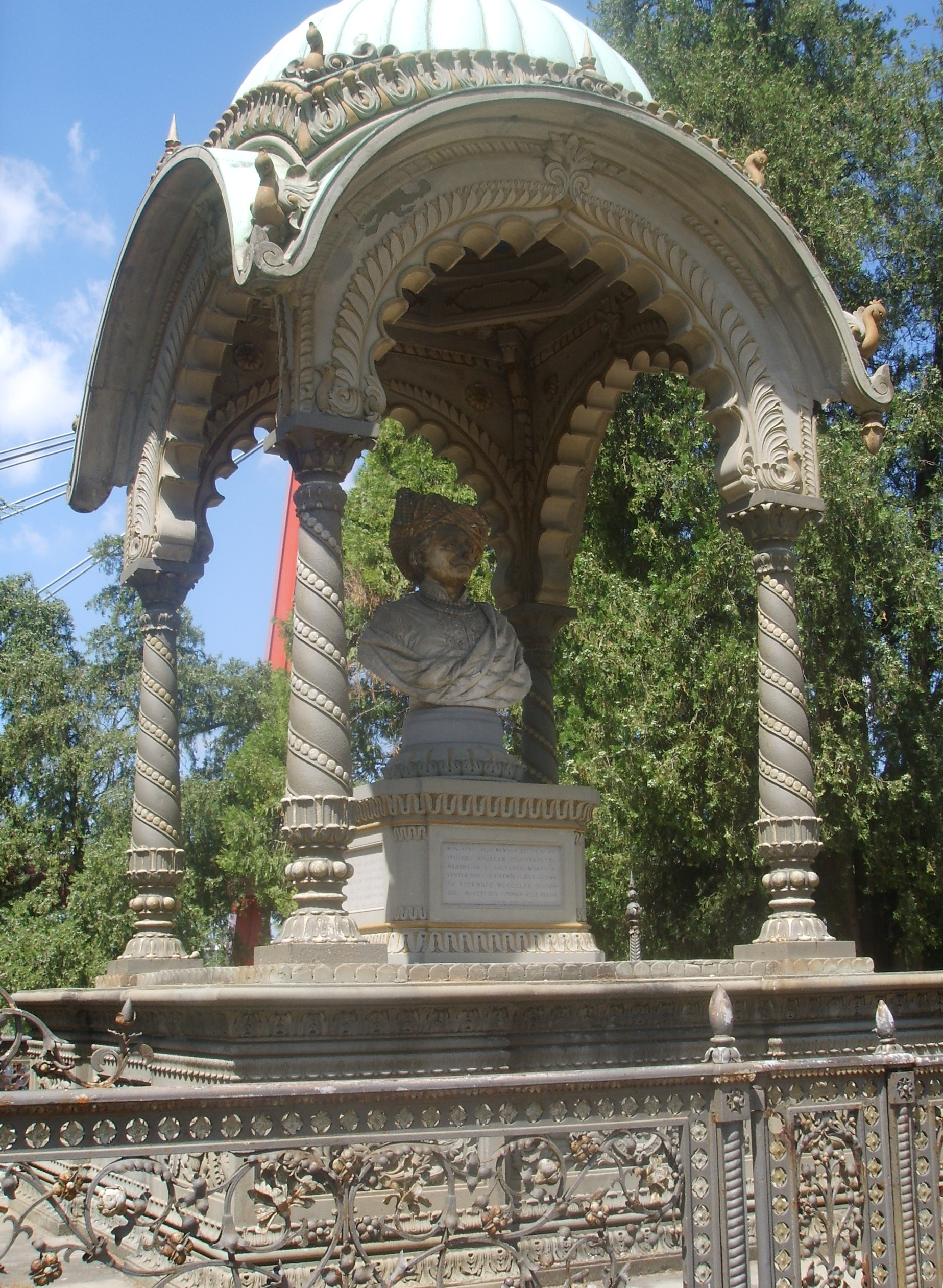
Il monumento all'Indiano

Il monumento all'Indiano è un monumento in pietra che si trova in fondo al parco delle Cascine di Firenze.

## Storia e descrizione
Fu costruito nel 1870 dallo scultore inglese Carlo Francesco Fuller. Il monumento ha la forma di un baldacchino a volta sorretto da quattro colonnine, sotto il quale è presente il busto scolpito del defunto principe indiano Rajaram Chuttraputti di Kolhapur con un'iscrizione in quattro lingue: italiano, inglese, hindi e punjabi.
Il giovane principe era di ritorno da un viaggio a Londra – dove era andato per studio e per salutare la regina d'Inghilterra – e mentre era a Firenze alloggiato al Grand Hotel di piazza Ognissanti fu colpito da un malore improvviso che il 30 novembre 1870 lo uccise all'età di ventun anni.
Il suo corpo fu arso secondo il rito indù alla confluenza di due fiumi (in questo caso Arno e Mugnone), dove furono sparse le sue ceneri.
L'evento suscitò all'epoca la curiosità di molti fiorentini che vennero numerosi per assistere alla cerimonia (che si svolse di notte) e da allora il luogo fu chiamato "l'Indiano".
Nel 1872 fu costruita nei pressi una palazzina che svolgeva la funzione di caffè pubblico e che prese il nome di Palazzina Indiano o palazzina dell'Indiano.
Nel 1972 fu costruito un ponte in prossimità del monumento che prese il nome di ponte all'Indiano.